# Maria Sàvinova
Maria Serguéievna Sàvinova (nascuda Farnóssova; en rus: Мария Сергеевна Савинова/Фарносова; Txeliàbinsk, 13 d'agost de 1985) és una atleta russa especialista en els 800 metres. Va guanyar la medalla d'or als Jocs Olímpics de Londres 2012 i al Campionat Mundial d'Atletisme de 2011 celebrat a Daegu, Corea del Sud.
També ha estat campiona al Campionat Europeu d'Atletisme en Pista Coberta de 2009, el Campionat Mundial d'Atletisme en Pista Coberta de 2010 i el Campionat Europeu d'Atletisme de 2010. El 2013, va guanyar la medalla de plata al Campionat Mundial d'Atletisme de 2013 quedant per darrere de la kenyana Eunice Jepkoech Sum.
El 2011 va ser triada millor atleta europea, convertint-se en la quarta russa que obté aquest guardó.

## Palmarès
| Any  | Competició                                     | Lloc      | Posició | Distància | Temps   |
| ---- | ---------------------------------------------- | --------- | ------- | --------- | ------- |
| 2009 | Campionat Europeu d'Atletisme en Pista Coberta | Torí      | 1r.     | 800 m     | 1:58,10 |
| 2009 | Campionat Mundial d'Atletisme                  | Berlín    | 5è.     | 800 m     | 1:58,68 |
| 2010 | Campionat Mundial d'Atletisme en Pista Coberta | Doha      | 1r.     | 800 m     | 1:58,26 |
| 2010 | Campionat Europeu d'Atletisme                  | Barcelona | 1r.     | 800 m     | 1:58,22 |
| 2010 | Copa Continental de la IAAF                    | Split     | 3r.     | 800 m     | 1:58,27 |
| 2011 | Campionat Mundial d'Atletisme                  | Daegu     | 1r.     | 800 m     | 1:55,87 |
| 2012 | Jocs Olímpics                                  | Londres   | 1r.     | 800 m     | 1:56,19 |
| 2013 | Campionat Mundial d'Atletisme                  | Moscou    | 2n.     | 800 m     | 1:57,80 |